# Maud (Texas)
Maud es una ciudad ubicada en el condado de Bowie en el estado estadounidense de Texas. En el Censo de 2010 tenía una población de 1.056 habitantes y una densidad poblacional de 273,46 personas por km².

## Geografía
Maud se encuentra ubicada en las coordenadas 33°19′48″N 94°20′46″O / 33.33000, -94.34611. Según la Oficina del Censo de los Estados Unidos, Maud tiene una superficie total de 3.86 km², de la cual 3.86 km² corresponden a tierra firme y (0%) 0 km² es agua.

## Demografía
Según el censo de 2010, había 1.056 personas residiendo en Maud. La densidad de población era de 273,46 hab./km². De los 1.056 habitantes, Maud estaba compuesto por el 93.37% blancos, el 4.55% eran afroamericanos, el 0.28% eran amerindios, el 0.38% eran asiáticos, el 0% eran isleños del Pacífico, el 0.09% eran de otras razas y el 1.33% pertenecían a dos o más razas. Del total de la población el 2.18% eran hispanos o latinos de cualquier raza.